# Sociologija religije
Sociologija religije grana je sociologije koja se bavi proučavanjem vjerovanja, socijalne strukture, povijesnog razvitka, tema i uloga religije u društvu. U sociologiji religije ističe se bitna uloga religije u gotovo svim društvima na Zemlji danas i tijekom cjelokupne povijesti. Religijski sociolozi pokušavaju objasniti utjecaje društva na religiju i religije na društvo, odnosno njihovu međusobnu povezanost.
Proučava se i na katedrama pastoralnog bogoslovlja. Predstavlja sociološko razumijevanje religioznosti, definiranje religioznosti. Znanstveno se analizira odnose sociologa prema religioznosti. Od ranih pa dalje, u užem smislu: Weber, Dürkheim, Marx i Parsons. Analizira suvremene religijske pokrete, odnose religije i medija, dobrovoljnost, morala, te suodnos religije i sociologije, istraživanja religioznosti po zemljopisnim odrednicama (npr. Hrvatska, Europa).

## Podjela religijskih skupina
Prema uobičajenoj podjeli religijskih sociologija, religijske se grupe dijele na crkve, denominacije, kultove i sekte. Riječi "kult" i "sekta" se korisne neovisno o čestom negativnom značenju tih riječi u modernom društvu.
|                        | Pozitivan odnos prema društvu | Negativan odnos prema društvu |
| ---------------------- | ----------------------------- | ----------------------------- |
| Doktrinarno isključiva | Crkva                         | Sekta                         |
| Pluralistička          | Denominacija                  | Kult                          |

## Povijest
Klasični sociolozi kasnog 19. i ranog 20. stoljeća su bili izrazito zainteresirani za religiju i njen utjecaj na društvo. To su Émile Durkheim, Max Weber i Karl Marx. Novija shvaćanja religije uključuju radove Petera Bergera, Roberta N. Bellaha, Thomasa Luckmanna, Rodneyja Starka, Roberta Wuthnowa, Christiana Smitha i Bryana R. Wilsona.
Unatoč tvrdnjama mnogih klasičnih teoretičara i sociologa nakon Drugog svjetskog rata, religija je nastavila imati veliki utjecaj na život pojedinaca. Premda se smatralo da je sekularizacija uzela maha, događaji poput Islamske revolucije u Iranu 1979. pokazuju da je religija i dalje prisutna i da utječe na društvene promjene.

## Klasične teorije religije
Durkheim, Marx i Weber su imali složene teorije o prirodi i utjecajima religije. Njih trojica smatrala su da religija ima izrazit utjecaj na društvo.

### Émile Durkheim
Émile Durkheim je bio funkcionalistički teoretičar, i pokušao je objasniti religiju kroz njene funkcije u društvu. Bio je izrazito zainteresiran za religiju jer je tražio one čimbenike koji drže moderna društva na okupu. Prema njemu, religija je izražavanje socijalne kohezije. 
U svojoj knjizi Elementarni oblici religijskog života, Durkheim je, inače sekularist proučavao totemizam jednog australskog domorodačkog plemena. Njegov je cilj bio proučiti osnovne oblike religije u svim društvima. U svojoj knjizi, Durkheim ističe da su toteme Aboridžini koristili kako bi izrazili vlastitu koncepciju društva. Prema Durkheimu, ovo ne rade samo primitivna plemena, već sva društva.
Religija, prema Durkheimu, nije imaginarna, premda se on odmiče od onog što većina vjernika smatra nužnim. Religija je stvarna, to je izražaj samog društva, i ne postoji društvo bez religije. Prema njemu, mi zapažamo silu veću od nas. Ta sila je zapravo društvo i osnovne društvene vrijednosti, i mi njemu dajemo odlike nadnaravnog. Kada religijska grupa djeluje, mi tu simboličku moć povećavamo. Religijom mi zapravo diviniziramo društvo. Nadalje, što je jednostavnije društvo, jednostavnija je i religija u tom društvu. Kako društva međusobno izmjenjuju razne tvorevine, izmjenjuju i religju. Ipak, kako dolazi do podjele rada, raste i važnost pojedinca, pa se religije često temelje na individualnom spasenju i individualnoj svijesti.

### Max Weber
Max Weber se razlikuje od Marxa i Durkheima po tome što se on bavio utjecajem religije na društvo, dok su ostali pokušali objasniti zbog čega religija postoji. Weber je pokušao povezati religiju s drugim aspektima društvenog života (prvenstvo ekonomijom). 
U svom tumačenju, Weber koristi njemački izraz Verstehen da bi objasnio svoje metode interpetacije namjene i smisao ljudskog djelovanja. Weber nije pozitivist - on ne vjeruje da možemo pronaći činjenice u sociologiji. Iako smatra da neke općenite tvrdnje možemo postaviti, on se najviše zanima za uzroke i posljedice tijekom povijesti i u pojedinačnim slučajevima.
Prema Weberu, religija je samo još jedan od čimbenika koji utječe na pojedinca ili grupe. Weber smatra religiju značajnom jer utječe na ljudske interese, i na kraju, na njihova djelovanja.
Weber smatra da religiju možemo najbolje razumjeti kao odgovor na ljudsku potrebu za teodicejom. Ljudi imaju probleme sa shvaćanjem svijeta, problema muke i patnje, i traže značenje kakvu ulogu tu imaju nadnaravne sile (Bog). Religije nude mogućnost spasenja, daju značenje i utjehu. Potraga za spasenjem, poput potrage za novcem, postaje dio ljudske motivacije.
Kako religija pomaže pri motivaciji, Weber smatra da je religija (poglavito protestantizam) zapravo pomogla uspostavi modernog kapitalizma, kako je i naveo u svom najpoznatijem djelu Protestantska etika i duh kapitalizma.
U Protestantskoj etici Weber iznosi mišljenje da je kapitalizam nastao u Europi zbog vjerovanja Puritanaca da ljudi, ako budu uspješni u svom poslu, zaslužit će vječnu slavu. Tijekom vremena, ove navike, povezane s kapitalizmom su izgubili svoj vjerski značaj, i potraga za profitom je postala jedini cilj.

### Karl Marx
Karl Marx nije smatrao svoj rad kao ideološki odgovor na nastanak kapitalizma. Marx je vjerovao da je religija ideološki aparat koji opravdava iskorištavanje radnika. Kršćanstvo tvrdi da oni koji nakupe bogatstvo u ovom svijetu gotovo sigurno neće otići u raj ("Teže je bogatašu uću u Kraljevstvo nebesko nego devi kroz ušicu igle"). S druge strane, oni koji pate i trpe siromaštvo na ovome svijetu dok se duhovno bogate, bit će nagrađeni u Raju. Marxova poznata izreka "religija je opijum za narod" se ponekad shvaća u tom kontekstu; religija je lijek koji smanjuje osjećaj boli zbog iskorištavanja.

## Vanjske poveznice
- Association for the Sociology of Religion (ASR)
- Društvo za znanstvenu studiju religije
- Sociological work of Moisés Espírito Santo
- Association of Religion Data Archives
- Sociology of Religion resources on Hartford Institute for Religion Research website  Arhivirana inačica izvorne stranice od 25. prosinca 2010. (Wayback Machine)
- Izvori  Arhivirana inačica izvorne stranice od 7. rujna 2011. (Wayback Machine)
- Hadden: Religion and the Quest for Meaning and Order  Arhivirana inačica izvorne stranice od 25. kolovoza 2002. (Wayback Machine)
- A test of the Stark-Bainbridge theory of affiliation with cults and sects  Arhivirana inačica izvorne stranice od 18. veljače 2016. (Wayback Machine)
- Verstehen: Max Weber's Homepage  Arhivirana inačica izvorne stranice od 7. ožujka 2011. (Wayback Machine)